# 官話拼音歷史
官話拼音史講述各種官話方言被拼成拉丁字母的歷史，當中又以南京官話和北京官話的拼音方案最為繁多。關於漢語整體的拼音史，見漢語拼音史。

## 古代記音法
古代最流行的記音法有兩種：同音相注的直音法、以上字之聲切下字之韻的反切法，然而都不能充分拼寫出實際發音。此外，亦有等韻圖的音表。

## 南京官話
明清西方传教士为了学习汉字和传教的需要，开始系统地用拉丁字母给明清音系的早期官话汉字注音。
- 1605年，耶穌会士、意大利人利玛窦的《西字奇迹》具有开创性的系统化意义。
- 1626年，耶穌会士金尼阁出版的《西儒耳目资》是最早用音素给汉字注音的字汇，所用的拼音方案是利玛窦方案的修正。
- 1902年，顧賽芬神父制定法國遠東學院拼音。
- 1902年，德國駐清朝海關官員的赫美玲制定南京話拉丁化方案。
- 1918年，中华民国教育部公布注音符號，是第一套官方、法定的方案。符號由漢字邊旁簡化而成，亦即所謂「民族字母」，區別於「國際字母」的拉丁字母。方案是基於老國音。特点是采用符号表示声调，但用符号表示声调的方法由1958年汉语拼音方案繼承。
- 1931年中共與蘇共聯手，推行拉丁化新文字運動，[1]注意這不是輔助標音性質的「符號」，而是全盤拉丁化的「文字」，屬於漢字拉丁化運動。[2]早期中共基於方言平等的思維，[2]制定了15種漢語的拉丁化方案，其中有實際推行（出版課本和刊物）的有5種：基於老國音的北方話拉丁化新文字、基於上海話的江南話拉丁化新文字、廈門話拉丁化新文字、廣州話拉丁化新文字、潮汕話拉丁化新文字。[3]其餘10種方案並未被實際推行（未出版課本和刊物），其中屬於官話的有：四川话拉丁化新文字、桂柳官話、湖北话[哪個／哪些？]。[3]

## 北京官話

### 清末：威妥瑪、郵政式
- 1867年，在英国使馆任中文秘书的威妥玛出版了一部《语言自迩集》，創制了威妥玛拼音，並由英國來華外交官翟理斯完成修訂。由於威妥玛拼音廣爲使用，對此後的拉丁化方案產生了重大的影響。
- 1906年，郵政式拼音推出，主要基於威妥瑪拼音。由於威妥瑪拼音大量用點號（'）來表示送氣音，在電報輸入上產生不便，郵政拼音省略了所有特殊符號，主要用於鐵道地名記錄。郵政式拼音同時承認已有的拉丁地名以及東南閩粵的方言地名。

### 1926年趙元任：國語羅馬字
1926年，林語堂、錢玄同、黎錦熙、趙元任等人制訂國語羅馬字，後來由中華民國大學院於1928年正式公布，是中華民國第一套法定的拉丁化拼音方案，特点是用字母的拼法来表示汉语的声调，直至今日，陝西的譯名仍常被譯為“Shaanxi”，其中重複元音a表示上聲就是國語羅馬字的原則。然而由于流传时间较短，整體影響有限。

### 1932年教育部：北京音注音符號
- 1932年5月7日，教育部正式以基於北京音的新國音取代基於南京官話的老國音，本來的三個注音符號「ㄪ」（v）、「ㄬ」（gn）及「ㄫ」（ng）不再使用，後標註為只作拼寫其他官話之用。1918年，中华民国教育部基於老國音公布注音符號，是第一套官方、法定的方案。符號由漢字邊旁簡化而成，亦即所謂「民族字母」，區別於「國際字母」的拉丁字母。方案是基於老國音。特点是采用符号表示声调，但用符号表示声调的方法由1958年汉语拼音方案繼承。[4]

### 1958年中國人大：漢語拼音方案
- 1950年代中共中央主席毛泽东多次指出漢字應走「世界共同的拼音化道路」。[2]
- 1958年，第一屆全國人民代表大會公布汉语拼音方案（註：所謂漢語僅指北方官話的北京音，即普通話），使用了26个拉丁字母，用符号表示声调。

## 西南、西北、江淮官話
- 1931年中共與蘇共聯手，推行拉丁化新文字運動，[1][5]注意這不是輔助標音性質的「符號」，而是全盤拉丁化的「文字」，屬於漢字拉丁化運動。[2]早期中共基於方言平等的思維，[2]制定了15種漢語的拉丁化方案，其中有實際推行（出版課本和刊物）的有5種：基於老國音的北方話拉丁化新文字、基於上海話的江南話拉丁化新文字、廈門話拉丁化新文字、廣州話拉丁化新文字、潮汕話拉丁化新文字。[3]其餘10種方案並未被實際推行（未出版課本和刊物），其中屬於官話的有：四川话拉丁化新文字、桂柳官話、湖北话[哪個／哪些？]。[3]